# Anton Jürgenstein

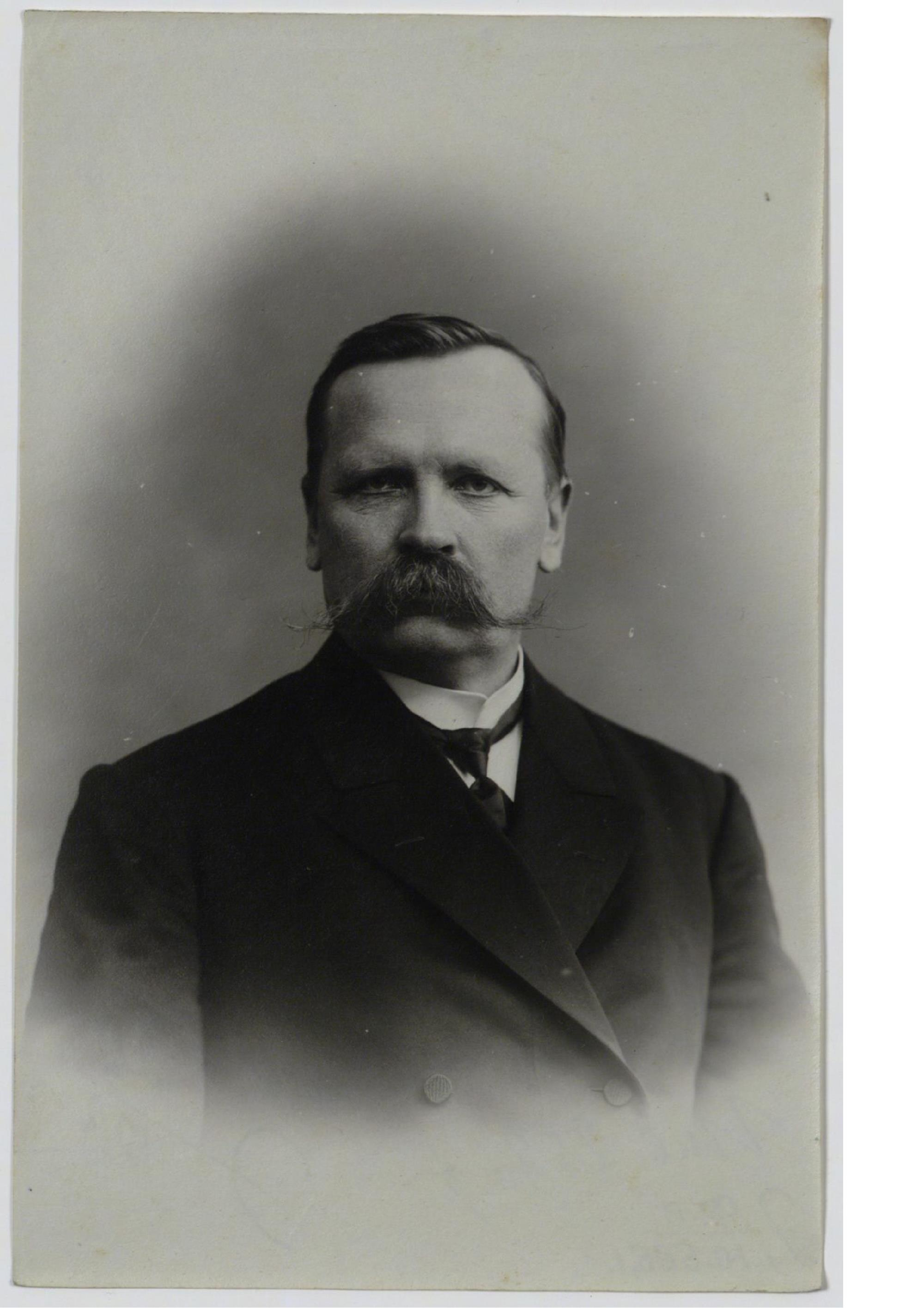
Anton Jürgenstein

Anton Jürgenstein (* 20. Oktoberjul. / 1. November 1861greg. in Vana-Vändra; † 21. Februar 1933 in Tartu) war ein estnischer Kritiker und Journalist.

## Leben
Jürgenstein ging in Vana-Vändra und Kodavere zur Schule und besuchte von 1878 bis 1882 das renommierte Seminar von Jānis Cimze in Valga. Anschließend war er Lehrer ab der Kreisschule in Käru und Hauslehrer in Orajõe. Von 1885 bis 1905 war er Lehrer und Schulleiter in Vändra. Seit 1898 war er zudem Herausgeber der Zeitschrift Linda, nachdem Lilli Suburg die Redaktion verlassen hatte.
1906 wechselte Jürgenstein in die Redaktion des Postimees in Tartu. Ab 1923 war er Chefredakteur der renommierten Zeitung, zusätzlich engagierte er sich politisch und war sowohl Abgeordneter in der Zweiten Staatsduma 1907 als auch im estnischen Parlament der Zwischenkriegszeit.
Jürgenstein war Gründungsmitglied des Estnischen Schriftstellerverbandes und zeitweise Vorsitzender der Estnischen Literaturgesellschaft.

## Werk
Jürgenstein debütierte zunächst mit Feuilletons und einem Schauspiel, ehe er sich der Literaturkritik zuwandte. In diesem Bereich fertigte er wichtige Abhandlungen beispielsweise zu Mihkel Veske, Karl Eduard Sööt oder Jakob Tamm an, während er dem kritischen Realismus von Eduard Vilde ablehnend gegenüber stand.
Jürgenstein war auch als Übersetzer aus dem Deutschen tätig und hat u. a. den ersten Teil von Goethes Faust ins Estnische übersetzt.

## Trivia
Als der spätere Schachgroßmeister José Raúl Capablanca 1913 zu einem Simultanturnier in Tartu weilte, verlor er gegen Jürgenstein. Der estnische Literaturwissenschaftler Heino Puhvel hat später eine Kurzgeschichte dazu verfasst.

## Bibliographie
- Erapooletumad mõtted Eesti koduste parteide ja tülide kohta. Viljandi: [s.n.] 1883. 16 S.
- Juta. Neljajärguline kurblik luulelugu. Tartu: s.n. 1886. 58 S.
- Wändra jutumees. Vändra: M. Tõnisson 1889. 96 S.
- Jakob Tamm ja tema luuletused, in: Eesti Kirjandus 1908, S. 232–239, 270–280, 331–337, 361–370.
- Dr. Mihkel Weske 25. surmapäeva mälestuseks. Jurjev: Postimees 1915. 80 S.
- Suur ilmasõda 1914–1915. Tartu: s. n. 1915. 156 S.
- Arvustuslised kirjatööd. Tartu: Postimees 1918. 170 S.
- Huwitaw peatükk Eesti minewikust: Johann Georg Eisen von Schwarzenberg. Tartu: Postimees 1921. 32 S.
- Kultuurilist ja poliitilist nipet-näpet: Eesti kaugemast ja lähemast minewikust. Tallinn: Tallinna Eesti Kirjastuse-Ühisus 1921. 55 S.
- Carl Robert Jakobsoni elu ja töö. Tartu: Eesti Kirjanduse Seltsi kirjastus 1925. 115 S.
- Minu mälestused I, II. Tartu: Noor-Eesti 1926–1927. 217, 254 S.